# 黒潮本陣温泉
黒潮本陣（くろしおほんじん）は、高知県高岡郡中土佐町久礼に位置する温泉、湯宿。当地は漫画「土佐の一本釣り」の舞台ともなった。鰹の国の湯宿とも呼ばれ、現在では中土佐町の町営の宿となっている。温泉は、太平洋の海水を沸かした湯を利用している。
本館、コテージ共に2023年4月7日にリニューアル工事が完成し、営業を再開した。
日帰り入浴も可能で、町民であれば割引の対象となる。町民以外の利用客も多く大変人気の温泉である。料金や営業時間については、黒潮本陣のサイトを確認してほしい。

## 泉質
- アルカリ性単純冷鉱泉
  - 泉温　17℃
- 源泉温度が低いため、加熱している。

## 温泉地
土佐湾を望む高台に一軒宿の「鰹乃國の湯宿　黒潮本陣」が存在する。
コテージも併設されている。料理はカツオを使った食材が提供される。

## 歴史
1996年（平成8年）- 開業。

## アクセス
鉄道
- JR土讃線・土佐久礼駅から車で5分。

自動車
- 高知自動車道中土佐ICより車で6分。